# کمیسر عالی فلسطین و ماوراء اردن
کمیسر عالی فلسطین و ماوراء اردن (به انگلیسی: High Commissioner of Palestine and Trans-Jordan)، کمیسیونرهایی بودند که از سال ۱۹۲۰ تا ۱۹۴۸ میلادی، به نمایندگی از تاج‌وتخت بریتانیا، قیمومت بریتانیا بر فلسطین را سرپرستی می‌کردند و مسئول اجرای سیاست‌های دولت بریتانیا در منطقه، مدیریت روابط بین جوامع مختلف ساکن در سرزمین فلسطین و نظارت بر ادارهٔ این سرزمین‌ها بودند.
در دوران قیمومیت بریتانیا بر فلسطین، چندین دفتر و سازمان تحت اختیار دولت بریتانیا و کمیسر عالی فعالیت می‌کردند. از جمله آن‌ها می‌توان به پلیس فلسطین، نظام قضایی، اداره مهاجرت، اداره بهداشت، اداره آموزش و پرورش و دفتر نقشه‌برداری اشاره کرد.

## فهرست کمیسرهای عالی فلسطین و ماوراء اردن
| پرتره | نام                                           | آغاز دوره      | پایان دوره     |
| ----- | --------------------------------------------- | -------------- | -------------- |
|       | سِر هربرت لوییس ساموئل                         | ۱ ژوئیه ۱۹۲۰   | ۳۰ ژوئن ۱۹۲۵   |
|       | سِر جرج استوارت سایمز (سرپرست)                 | ۲ ژوئیه ۱۹۲۵   | ۲۵ اوت ۱۹۲۵    |
|       | فیلد مارشال لرد پلومر                         | ۲۵ اوت ۱۹۲۵    | ۳۱ ژوئیه ۱۹۲۸  |
|       | سِر هری چارلز لوک (سرپرست)                     | ۳۱ ژوئیه ۱۹۲۸  | ۶ دسامبر ۱۹۲۸  |
|       | سِر جان چنسلور                                 | ۶ دسامبر ۱۹۲۸  | ۳ سپتامبر ۱۹۳۱ |
|       | سِر مارک آیتچیسون یانگ (سرپرست)                | ۳ سپتامبر ۱۹۳۱ | ۲۰ نوامبر ۱۹۳۱ |
|       | ژنرال سِر آرتور گرنفل واشوپ                    | ۲۰ نوامبر ۱۹۳۱ | ۱ مارس ۱۹۳۸    |
|       | ویلیام دنیس باترشیل (سرپرست در دوره‌های مختلف) | ۲۱ ژوئن ۱۹۳۷   | ۳ مارس ۱۹۳۸    |
|       | سِر هارولد مک‌مایکل                             | ۳ مارس ۱۹۳۸    | ۳۰ اوت ۱۹۴۴    |
|       | جان ولنتاین ویستار شاو (سرپرست)               | ۳۰ اوت ۱۹۴۴    | ۳۱ اکتبر ۱۹۴۴  |
|       | فیلد مارشال ویسکونت گورت                      | ۳۱ اکتبر ۱۹۴۴  | ۵ نوامبر ۱۹۴۵  |
|       | جان ولنتاین ویستار شاو (سرپرست)               | ۵ نوامبر ۱۹۴۵  | ۲۱ نوامبر ۱۹۴۵ |
|       | ژنرال سپهبد سِر آلن کانینگهام                  | ۲۱ نوامبر ۱۹۴۵ | ۱۴ مه ۱۹۴۸     |